# Primož pri Šentjurju
Primož pri Šentjurju este o localitate din comuna Šentjur, Slovenia, cu o populație de 206 locuitori.